# Sävsjö HK
Sävsjö HK är en handbollsklubb från Sävsjö i Jönköpings län, bildad 1 augusti 1978. Damlaget är ett av Sveriges mest framgångsrika, med totalt sex SM-guld, samtliga under 1990-talet (1994, 1995, 1996, 1997, 1998 och 1999).

## Historia
1989 tog sig klubben till Elitserien. Där var man framgångsrik och tog sig till SM-final fyra av fem år till 1994. Då var det dags för första SM-guldet. Sävsjös damlag vann sen sex raka SM-guld säsongerna 1994–1999, men rasade säsongen 2002/2003 ur Elitserien. Men då hade man också förlorat stora delar av de gamla elitspelarna till proffsklubbar i Danmark. Framgångarna hörde ihop med stor sponsring av lokal trähusindustri.
2013 lade klubben ner seniorlaget, på grund av spelarbrist.

## Spelare i urval
- Kristina Jönsson (1989–1997)
- Åsa Mogensen (Eriksson) (1993–1996)
- Britt Forsell (1989–1993)
- Christina Hellgren (Pettersson) (1989–1991, 1994–1996)
- Gunilla Olsson (1992?-1997)
- Eliza Josefsson
- Caroline Hallberg (1994–2000)
- Linda Nilsson (1998-2002)?